# Kenya i olympiska sommarspelen 2008
Kenya i olympiska sommarspelen 2008 bestod av 123 idrottare som tävlade i 5 idrotter.

## Boxning
- Huvudartikel: Boxning vid olympiska sommarspelen 2008

| Tävlande        | Viktklass     | Sextondelsfinal        | Åttondelsfinal       | Kvartsfinal          | Semifinal            | Final                |                  |
| Tävlande        | Viktklass     | Motståndare Resultat   | Motståndare Resultat | Motståndare Resultat | Motståndare Resultat | Motståndare Resultat |                  |
| --------------- | ------------- | ---------------------- | -------------------- | -------------------- | -------------------- | -------------------- | ---------------- |
| Suleiman Bilali | Lätt flugvikt | Montero (DOM) L 3-9    | Gick inte vidare     | Gick inte vidare     | Gick inte vidare     | Gick inte vidare     | Gick inte vidare |
| Bernard Ngumba  | Flugvikt      | Doniyorov (UZB) L 1-10 | Gick inte vidare     | Gick inte vidare     | Gick inte vidare     | Gick inte vidare     | Gick inte vidare |
| Nick Okoth      | Fjädervikt    | Reyes (MEX) L 2-6      | Gick inte vidare     | Gick inte vidare     | Gick inte vidare     | Gick inte vidare     |                  |
| Aziz Ali        | Lätt tungvikt | Muzaffer (TUR) L 3-8   | Gick inte vidare     | Gick inte vidare     | Gick inte vidare     | Gick inte vidare     | Gick inte vidare |

## Friidrott
- Huvudartikel: Friidrott vid olympiska sommarspelen 2008

| Herrar - 400 m - Vincent Mumo - 800 m - Wilfred Bungei - Boaz Kiplagat Lalang - Alfred Yego - 1,500 m - Augustine Choge - Asbel Kiprop - Nicholas Kemboi - 5,000 m - Edwin Soi - Eliud Kipchoge - Thomas Longosiwa - 10,000 m - Moses Ndiema Masai - Martin Mathathi - Micah Kogo - Marathon - Martin Lel - Samuel Wanjiru - Robert Cheruiyot - 3 000 m hinder - Ezekiel Kemboi - Brimin Kipruto - Richard Mateelong - 20 km gång - David Kimutai | Damer - 400 m - Elizabeth Muthuka - 800 m - Pamela Jelimo - Janeth Jepkosgei - Josephine Nyarunda - 1,500 m - Viola Kibiwott - Nancy Lagat - Irene Jelagat - 5,000 m - Priscah Jepleting - Sylvia Kibet - Vivian Cheruiyot - 10,000 m - Lucy Kabuu - Grace Momanyi - Linet Masai - Marathon - Catherine Ndereba - Martha Komu - Salina Kosgei - 3 000 m hinder - Ruth Bosibori - Eunice Jepkorir - Veronica Nyaruai |

Förkortningar
- Noteringar – Placeringarna avser endast löparens eget heat
- Q = Kvalificerad till nästa omgång
- q = Kvalificerade sig till nästa omgång som den snabbaste idrottaren eller, i fältgrenarna, via placering utan att uppnå kvalgränsen.
- NR = Nationellt rekord
- N/A = Omgången ingick inte i grenen
- Bye = Idrottaren behövde inte delta i denna omgång

Herrar
Bana och landsväg
| Idrottare            | Gren           | Heat     | Heat      | Semifinal        | Semifinal        | Final            | Final            |
| Idrottare            | Gren           | Resultat | Placering | Resultat         | Placering        | Resultat         | Placering        |
| -------------------- | -------------- | -------- | --------- | ---------------- | ---------------- | ---------------- | ---------------- |
| Vincent Mumo Kiilu   | 400 m          | 46.79    | 7         | Gick inte vidare | Gick inte vidare | Gick inte vidare | Gick inte vidare |
| Wilfred Bungei       | 800 m          | 1:44.90  | 1 Q       | 1:46.23          | 1 Q              | 1:44.65 SB       | 1                |
| Boaz Kiplagat Lalang | 800 m          | 1:45.72  | 2 Q       | 1:45.87          | 3                | Gick inte vidare | Gick inte vidare |
| Alfred Yego          | 800 m          | 1:46.04  | 2 Q       | 1:44.73          | 1 Q              | 1:44.82          | 3                |
| Augustine Choge      | 1 500 m        | 3:35.47  | 3 Q       | 3:37.54          | 4 Q              | 3:35.50          | 10               |
| Asbel Kiprop         | 1 500 m        | 3:41.28  | 1 Q       | 3:37.04          | 1 Q              | 3:33.11          | 1                |
| Nicholas Kemboi      | 1 500 m        | 3:41.56  | 11        | Gick inte vidare | Gick inte vidare | Gick inte vidare | Gick inte vidare |
| Eliud Kipchoge       | 5 000 m        | 13:37.50 | 2 Q       | i.u.             | i.u.             | 13:02.80         | 2                |
| Thomas Longosiwa     | 5 000 m        | 13:41.30 | 4 Q       | i.u.             | i.u.             | 13:31.34         | 12               |
| Edwin Soi            | 5 000 m        | 13:46.41 | 1 Q       | i.u.             | i.u.             | 13:06.22         | 3                |
| Micah Kogo           | 10 000 m       | i.u.     | i.u.      | i.u.             | i.u.             | 27:04.11 SB      | 3                |
| Moses Ndiema Masai   | 10 000 m       | i.u.     | i.u.      | i.u.             | i.u.             | 27:04.11 SB      | 4                |
| Martin Mathathi      | 10 000 m       | i.u.     | i.u.      | i.u.             | i.u.             | 27:08.25 PB      | 7                |
| Ezekiel Kemboi       | 3 000 m hinder | 8:17.55  | 4 Q       | i.u.             | i.u.             | 8.16.38          | 7                |
| Brimin Kipruto       | 3 000 m hinder | 8:23.53  | 2 Q       | i.u.             | i.u.             | 8.10.34 SB       | 1                |
| Richard Matelong     | 3 000 m hinder | 8:19.87  | 2 Q       | i.u.             | i.u.             | 8.11.01          | 3                |
| Luke Kibet           | Maraton        | i.u.     | i.u.      | i.u.             | i.u.             | DNF              | DNF              |
| Martin Lel           | Maraton        | i.u.     | i.u.      | i.u.             | i.u.             | 2:10:24          | 5                |
| Samuel Wanjiru       | Maraton        | i.u.     | i.u.      | i.u.             | i.u.             | 2:06:32 OR       | 1                |
| David Kimutai        | 20 km gång     | i.u.     | i.u.      | i.u.             | i.u.             | 1:22:21          | 19               |

Damer
Bana & landsväg
| Idrottare             | Gren           | Heat       | Heat      | Semifinal        | Semifinal        | Final            | Final            |
| Idrottare             | Gren           | Resultat   | Placering | Resultat         | Placering        | Resultat         | Placering        |
| --------------------- | -------------- | ---------- | --------- | ---------------- | ---------------- | ---------------- | ---------------- |
| Elizabeth Muthuka     | 400 m          | DNS        | DNS       | Gick inte vidare | Gick inte vidare | Gick inte vidare | Gick inte vidare |
| Pamela Jelimo         | 800 m          | 2:03.18    | 1 Q       | 1:57.31          | 2 Q              | 1:54.87          | 1                |
| Janeth Jepkosgei      | 800 m          | 1:59.72    | 1 Q       | 1:57.28          | 1 Q              | 1:56.07 SB       | 2                |
| Irene Jelagat         | 1 500 m        | 4:09.92    | 9         | i.u.             | i.u.             | Gick inte vidare | Gick inte vidare |
| Viola Kibiwot         | 1 500 m        | 4:15.62    | 5         | i.u.             | i.u.             | Gick inte vidare | Gick inte vidare |
| Nancy Lagat           | 1 500 m        | 4:03.02 SB | 1 Q       | i.u.             | i.u.             | 4:00.23 PB       | 1                |
| Vivian Cheruiyot      | 5 000 m        | 14:57.27   | 2 Q       | i.u.             | i.u.             | 15:46.32         | 5                |
| Priscah Jepleting     | 5 000 m        | 14:58.07   | 4 Q       | i.u.             | i.u.             | 15:51.78         | 11               |
| Sylvia Kibet          | 5 000 m        | 15:10.37   | 2 Q       | i.u.             | i.u.             | 15:44.96         | 4                |
| Peninah Arusei        | 10 000 m       | i.u.       | i.u.      | i.u.             | i.u.             | 31:39.87         | 18               |
| Linet Masai           | 10 000 m       | i.u.       | i.u.      | i.u.             | i.u.             | 30:26.50         | 4                |
| Lucy Wangui           | 10 000 m       | i.u.       | i.u.      | i.u.             | i.u.             | 30:39.96         | 7                |
| Eunice Jepkorir       | 3 000 m hinder | 9:21.31    | 1 Q       | i.u.             | i.u.             | 9:07.41          | 2                |
| Ruth Bosibori Nyangau | 3 000 m hinder | 9:19.75    | 2 Q       | i.u.             | i.u.             | 9:17.35          | 6                |
| Martha Komu           | Maraton        | i.u.       | i.u.      | i.u.             | i.u.             | 2:27:23          | 5                |
| Salina Jebet Kosgei   | Maraton        | i.u.       | i.u.      | i.u.             | i.u.             | 2:29:28          | 10               |
| Catherine Ndereba     | Maraton        | i.u.       | i.u.      | i.u.             | i.u.             | 2:27:06          | 2                |

## Rodd
Herrar
| Idrottare              | Gren          | Heat    | Heat      | Kvartsfinal | Kvartsfinal | Semifinal | Semifinal | Final   | Final     | Final |
| Idrottare              | Gren          | Tid     | Placering | Tid         | Placering   | Tid       | Placering | Tid     | Placering |       |
| ---------------------- | ------------- | ------- | --------- | ----------- | ----------- | --------- | --------- | ------- | --------- | ----- |
| Matthew Lidaywa Mwange | Singelsculler | 8:16,09 | 6 SE/F    | BYE         | BYE         | 7:49,17   | 4 FF      | 7:52,59 | 30        |       |

## Simning
- Huvudartikel: Simning vid olympiska sommarspelen 2008

## Taekwondo
| Idrottare       | Gren             | Åttondelsfinaler     | Kvartsfinaler        | Semifinaer           | Återkval             | Bronsmatch            | Final                | Final            |
| Idrottare       | Gren             | Motståndare Resultat | Motståndare Resultat | Motståndare Resultat | Motståndare Resultat | Motståndare Resultat  | Motståndare Resultat | Placering        |
| --------------- | ---------------- | -------------------- | -------------------- | -------------------- | -------------------- | --------------------- | -------------------- | ---------------- |
| Dickson Wamwiri | Herrarnas −58 kg | Chu M-Y (TPE) L 0–7  | Gick inte vidare     | Gick inte vidare     | Gick inte vidare     | Gick inte vidare      | Gick inte vidare     | Gick inte vidare |
| Mildred Alango  | Damernas −49 kg  | Wu Jy (CHN) L 0–7    | Gick inte vidare     | Gick inte vidare     | Zajc (SWE) W 2–2 SUP | Contreras (VEN) L 0–1 | Gick inte vidare     | 5                |